# SIAI-マルケッティ FN.333
SIAI-マルケッティ FN.333
リヴィエラ
SIAI-マルケッティ FN.333 リヴィエラ
- 分類：水陸両用飛行艇
- 製造者：ナルディ社、SIAI-マルケッティ
- 初飛行：1952年12月4日
- 生産数：26機
- 運用開始：1962年

SIAI-マルケッティ FN.333 リヴィエラ（Nardi FN.333 Riviera、後にSIAI-Marchetti FN.333 Riviera）は、1950年代にナルディ社で設計/開発されたイタリアの高級ツーリング水陸両用飛行艇である。続く10年間にSIAI-マルケッティ社で少数が生産された。

## 開発
FN.333 リヴィエラは元々ミラノのフォルラニーニ空港にあったナルディ社により開発された。リヴィエラの試作初号機はI-KISSで登録された3座の機体であった。この機体は1952年12月4日に初飛行を行い、出力145 hpのコンチネンタル製空冷エンジンを搭載した唯一のFN.333であった。最初からより高出力のエンジンを装備し4座となった試作2号機は、1954年12月8日に初飛行を行った。ナルディ社はリヴィエラの開発を継続する資源を欠いており、そのために出力240 hpのコンチネンタル O-470-Hエンジンを搭載した試作3号機は1956年10月14日まで飛行できなかった。FN.333Sと命名されたこの機体が量産機の原型となる予定であった。それ以上の開発資源に不足をきたしたナルディ社は1959年3月にリヴィエラの製造権を遥かに大規模なSIAI-マルケッティ社へ売却した。
この結果を受けて量産型リヴィエラの最初の10機はミラノ近郊ヴァレーゼのセスト・カレンデにあるSIAI-マルケッティ工場で生産された。SIAI-マルケッティ社が生産した最初のリヴィエラは1962年2月に完成し、1963年1月までに4機をアメリカ合衆国の顧客に納入した。SIAI-マルケッティ社製の機体は、推進式プロペラ機用に製作された燃料噴射装置付きの出力を改善された250 hpを発生するコンチネンタル O-470-Pエンジンを装着していた。リヴィエラは1961年に米国内で購入可能となり、当初はニューアーク (ニュージャージー州)のノーススター社（North Star Company）を通じて販売された。デトロイト・サーヴェア社（ServAir Inc. of Detroit）はデトロイトでリヴィエラを販売し、最初の1機を1962年7月13日に受領した。既に組み上がって飛行可能な状態にあったこの機体は、船の船倉に入れられてイタリアから直接ニューアークに到着した。この機体を除いてほとんどのリヴィエラは半完成状態で出荷され、顧客に納品される前にサウスウェスト・エアモーティヴ社（Southwest Airmotive）で完成させられた。SIAI-マルケッティ社が生産した26機のほとんどが米国内の顧客に販売されたが、ノルウェーやスウェーデンに販売された機体もあった。降着装置を持たない完全な飛行艇版がFN.333Wの名称で計画されたが製造されることはなかった。

## 設計
有名な1940年代のリパブリック RC-3 シービーに幾分似ていて心惹かれるようなデザインではなかったがリヴィエラは特徴のある機体であった。リヴィエラとシービーの主要な相違点は、シービーの通常の後部胴体に対しリヴィエラは高い位置から突き出した2本のテールブームを持っていることであった。リヴィエラは首車輪式降着装置を持ち、首車輪は機首内に引き込まれ、格納時は2枚の小さな首車輪扉で完全に覆われた。このためタクシングや離着陸時のリヴィエラの前方視界はシービーのそれよりも幾らか良好であった。
リヴィエラは、出力250 hpを発生するコンチネンタル製水平対向6気筒を胴体の上に推進式に搭載し、プロペラは3枚ブレードが標準であった。

## 現存機
元の生産が6年間に渡る26機で修了したが、現在飛行可能な状態にある機体は僅か半ダース以下であると思われる。
オシュコシュ航空ショーやクリアーレイク・スプラッシュイン（Clear Lake Splash-Ins）への常連参加機であり、世界で最も写真に収められたであろうリヴィエラの#0110 (N95DR)機がミンデンへ緊急着陸を試みて墜落した

## 要目
Data from Green
- 乗員：1名
- 搭乗可能乗客数：3名
- 全長：7.3 m (24 ft)
- 全幅：10.39 m (34 ft 1 in)
- 全高：3.23 m (10 ft 7 in)
- 翼面積：15.1 m2 (163 sq ft)
- 空虚重量：1,043 kg (2,300 lb)
- 全備重量：1,483 kg (3,270 lb)
- エンジン：1 × コンチネンタル IO-470-P（英語版）、250 hp (190 kW)
- 最高速度：285 km/h (154 kn, 177 mph)
- 巡航速度：220 km/h (119 kn, 137 mph)
- 巡航高度：5,639 m (18,500 ft)
- 航続距離：1.392 km (752 nmi, 865 mi)
- 上昇率：6.2 m/s (1,220 ft/min)